# Lacrosse-Europameisterschaft
Die Lacrosse-Europameisterschaften finden (seit 2004) jedes vierte Jahr statt. Auf diesem Turnier wird um den Titel des Europameisters im Lacrosse gespielt. Die Meisterschaft findet seit dem Jahr 1995 in verschiedenen europäischen Städten statt. Vor 2004 waren lediglich sieben Mannschaften vertreten, bis bei der Europameisterschaft 2004 ein neuer Teilnehmerrekord von zwölf Männer- und sechs Damenteams aufgestellt wurde. Dies führte dazu, dass das Turnier das größte internationale Lacrosse-Event des Jahres wurde. Die folgende Lacrosse-Europameisterschaft wurde 2008 in Lahti, Finnland ausgetragen, bei der 18 Männer- und zehn Damenteams antraten.
Die letzten Lacrosse-Europameisterschaften fanden vom 20. bis 30. Juni 2012 in Amsterdam, Niederlande statt.

## Ergebnisse
| Jahr | Austragungsort           | Männer | Damen |
| ---- | ------------------------ | --- | --- |
| 1995 | Prag, Tschechien         | 1. England 2. Tschechien 3. Wales 4. Schottland 5. Schweden 6. Deutschland | – |
| 1996 | Düsseldorf, Deutschland  | 1. England 2. Tschechien 3. Schottland 4. Wales 5. Schweden 6. Deutschland | 1. England 2. Wales 3. Scotland 4. Tschechien 5. Deutschland                                                                                           |
| 1997 | Stockholm, Schweden      | 1. England 2. Tschechien 3. Schweden 4. Wales 5. Deutschland 6. Schottland | 1. England 2. Wales 3. Tschechien 4. Schweden 5. Deutschland 6. Schottland                                                                             |
| 1998 | Prag, Tschechien         | Ausfall wegen der WM 1998 in Baltimore, USA | 1. Schottland 2. England 3. Wales 4. Tschechien 5. Deutschland                                                                                         |
| 1999 | Manchester, England (GB) | 1. England 2. Deutschland 3. Schottland 4. Tschechien 5. Wales 6. Schweden | 1. Wales 2. England 3. Tschechien 4. Deutschland 5. Schottland 6. Schweden                                                                             |
| 2000 | Glasgow, Schottland (GB) | 1. England 2. Deutschland 3. Schottland 4. Tschechien 5. Schweden 6. Wales | 1. England 2. Wales 3. Schottland 4. Tschechien 5. Deutschland 6. Schottland B                                                                         |
| 2001 | Penarth, Wales (GB)      | 1. Deutschland 2. England 3. Tschechien 4. Schottland 5. Wales 6. Irland | Ausfall wegen der WM 2001 in High Wycombe, England (GB)                                                                                                |
| 2004 | Prag, Tschechien         | 1. England 2. Deutschland 3. Schottland 4. Schweden 5. Tschechien 6. Wales 7. Irland 8. Finnland 9. Niederlande 10. Dänemark 11. Italien 12. Lettland                                                                                 | 1. Wales A 2. Schottland A 3. England 4. Tschechien 5. Deutschland 6. Schottland B 7. Wales B 8. Dänemark                                              |
| 2008 | Lahti, Finnland          | 1. England 2. Niederlande 3. Deutschland 4. Schweden 5. Finnland 6. Irland 7. Tschechien 8. Wales 9. Schottland 10. Dänemark 11. Lettland 12. Slowakei 13. Spanien 14. Norwegen 15. Österreich 16. Schweiz 17. Frankreich 18. Italien | 1. Wales 2. England 3. Schottland 4. Irland 5. Tschechien 6. Deutschland 7. Schweden 8. Österreich 9. Finnland 10. Niederlande                         |
| 2012 | Amsterdam, Niederlande   | 1. England 2. Irland 3. Schweden 4. Niederlande 5. Deutschland 6. Schottland 7. Finnland 8. Israel 9. Tschechien 10. Wales 11. Schweiz 12. Slowakei 13. Italien 14. Norwegen 15. Belgien 16. Frankreich 17. Spanien                   | 1. England 2. Wales 3. Schottland 4. Deutschland 5. Tschechien 6. Schweden 7. Niederland 8. Irland 9. Finnland 10. Österreich 11. Schweiz 12. Lettland |
| 2016 | Budapest, Ungarn         | 1. England 2. Israel 3. Finnland 4. Wales | |
| 2020 | Breslau, Polen           | | |